# Bejt Me'ir
Bejt Me'ir (hebrejsky בֵּית מֵאִיר, doslova „Me'irův dům“, v oficiálním přepisu do angličtiny Bet Me'ir, přepisováno též Beit Me'ir) je vesnice typu mošav v Izraeli, v Jeruzalémském distriktu, v Oblastní radě Mate Jehuda.

## Geografie
Leží v nadmořské výšce 572 metrů na zalesněných svazích Judských hor v Jeruzalémském koridoru. Jižně od vesnice spadá terén do hlubokého údolí vodního toku Nachal Ksalon, podél kterého stojí Les Mučedníků. Směřuje tam podél hory Har Karmila, která stojí jižně od obce, i boční vádí Nachal Karmila. Severně od vesnice se zvedá hřbet Šluchat Šajarot s horou Har Arna, na jehož protější straně se nachází vádíNachal Nachšon, které dál po proudu uzavírá strategická soutěska Ša'ar ha-Gaj. Po jižních úbočí tohoto hřbetu vede k západu vádí Nachal Derech Burma.
Obec se nachází 35 kilometrů od břehu Středozemního moře, cca 40 kilometrů jihovýchodně od centra Tel Avivu a cca 18 kilometrů západně od historického jádra Jeruzalému. Bejt Me'ir obývají Židé, přičemž osídlení v tomto regionu je etnicky převážně židovské. Pouze 7 kilometrů východně odtud leží město Abu Goš, které obývají izraelští Arabové stejně jako nedaleké vesnice Ajn Nakuba a Ajn Rafa.
Bejt Me'ir je na dopravní síť napojen pomocí lokální silnice číslo 3955, která ústí do dálnice číslo 1, jež probíhá severně od obce a spojuje Jeruzalém a Tel Aviv.

## Dějiny
Bejt Me'ir byl založen v roce 1950. Novověké židovské osidlování tohoto regionu začalo po válce za nezávislost tedy po roce 1948, kdy Jeruzalémský koridor ovládla izraelská armáda a kdy došlo k vysídlení většiny zdejší arabské populace.
Mošav je pojmenován podle rabína Meira Bar Ilana. Jméno zároveň částečně upomíná na velkou arabskou vesnici Bajt Mahsir, jež tu stála do roku 1948. V této arabské vesnici stávaly tři školní budovy (základní chlapecká, základní dívčí a střední chlapecká), mešita a dvě další muslimské svatyně. Roku 1931 žilo v Bajt Mahsir 1920 lidí v 445 domech. Izraelci byl Bajt Mahsir dobyt v květnu 1948. Zástavba pak byla z větší části zbořena, s výjimkou dvou domů. Místní Arabové zčásti zůstali v regionu, z větší části ale opustili teritorium dnešního Izraele a mnoho z nich žije v současnosti v jordánském Ammánu.
Poblíž dnešní židovské vesnice probíhala v roce 1948 takzvaná Barmská cesta - provizorní dopravní spojení umožňující zásobovat obklíčený Jeruzalém. Ke zřízení mošavu došlo 15. března 1950. Zakladateli byli židovští přistěhovalci z Rumunska a Maďarska, napojení na náboženskou sionistickou organizaci ha-Po'el ha-Mizrachi.
V obci působí ješiva Or Jerušalajim (אור ירושלים). malá ješiva Pisgat Jicchak (ישיבת פסגת יצחק) a dále dva ústavy vyššího náboženského vzdělávání (takzvaný kolel) a to Kolel Harej Jehuda (כולל הרי יהודה) a Kolel ha-Rav Adler (כולל הרב אדלר). Kromě toho se část populace nadále zabývá zemědělstvím.

## Demografie
Podle údajů z roku 2014 tvořili naprostou většinu obyvatel v Bejt Me'ir Židé (včetně statistické kategorie "ostatní", která zahrnuje nearabské obyvatele židovského původu ale bez formální příslušnosti k židovskému náboženství).
Jde o menší obec vesnického typu s dlouhodobě rostoucí populací. K 31. prosinci 2014 zde žilo 784 lidí. Během roku 2014 populace klesla o 1,6 %.
| Rok            | 1961 | 1972 | 1983 | 1995 | 2001 | 2003 | 2004 | 2005 | 2006 | 2007 | 2008 | 2009 | 2010 | 2011 | 2012 | 2013 | 2014 |
| -------------- | ---- | ---- | ---- | ---- | ---- | ---- | ---- | ---- | ---- | ---- | ---- | ---- | ---- | ---- | ---- | ---- | ---- |
| Počet obyvatel | 231  | 288  | 351  | 454  | 532  | 532  | 561  | 596  | 635  | 618  | 647  | 779  | 824  | 787  | 781  | 797  | 784  |